# 下森塞特公園 (印地安納州)
下森塞特公園（英語：Lower Sunset Park）是位於美國印地安納州卡洛爾縣的一個非建制地區。該地的面積和人口皆未知。

## 地理
下森塞特公園的座標為40°42′25″N 86°45′16″W / 40.70694°N 86.75444°W，而該地的平均海拔高度為204米（即669英尺）。